# Mundo de fieras
Mundo de fieras (no Brasil: Mundo de Feras) é uma telenovela mexicana produzida por Salvador Mejía Alejandre para a Televisa, e exibida no Canal de las Estrellas entre 31 de julho de 2006 a 19 de janeiro de 2007, substituindo La verdad oculta e sendo substituída por Destilando amor, em 120 capítulos.
Adaptada por Liliana Abud, a trama é uma fusão das novelas Mundo de fieras, Pasión y poder e Rolando Rivas, taxista, produzidas em 1991, 1988 e 1972 respectivamente.
É protagonizada por Gaby Espino e César Évora, interpretando um papel duplo também como antagonista; co-protagonizada por Sebastián Rulli e Sara Maldonado; antagonizada por Edith González, Helena Rojo, Michelle Vieth, Odiseo Bichir e Rodrigo Mejía. Tem atuações estelares de Laura Flores, Ernesto Laguardia e Azela Robinson e os primeiros atores Carmen Salinas, Margarita Isabel e Juan Peláez.

## Sinopse
Mundo de Feras é a apaixonante e dramática história dos gêmeos idênticos Gabriel e Damião que foram separados ao nascer e cujas vidas seguiram rumos muito diferentes. Gabriel cresceu rodeado de luxo e querido por seus pais adotivos; enquanto Damião padeceu por carência e abandono.
Tanto sofrimento acabou por envenenar sua alma e o convertendo em um delinquente. Em um acidente que teve fugindo da justiça perdeu uma perna. Ao saber da existência de Gabriel, despertou em Damião um ódio incontrolável e louco por seu irmão com toda sua fúria e ressentimento. Agora, Damião é o pior inimigo de Gabriel, e o principal propósito de sua vida é destruí-lo.
Mas a vida de Gabriel é muito diferente de ser um jardim de rosas. Sua primeira esposa, mãe de seu primogênito Rogério, adoeceu gravemente e morreu quando chegou ao mundo sua segunda filha, Paulina. Depois de superar a imensa dor que lhe causou esta terrível perda, conheceu Joselyn Rivas-del Castillo, uma jovem e atrativa viúva milionária, mãe de uma menina, a mimada e venenosa Karen.
Os primeiros anos de casamento foram tranquilos e tiveram um filho: Luisinho. Tempos depois, eles sofreram um acidente automobilístico no qual Joselyn perdeu o bebê que esperava, fazendo Luisinho ficar paraplégico. Desde então, a vilã não deixou de atormentar Gabriel obsessivamente. A situação de Gabriel é mais difícil, porque também em sua casa vivem seus sogros, Clemente e sua esposa Míriam, uma mulher fria, ambiciosa e sem consciência.
Damião, por sua parte, aproveita o amor não realizado de Regina para conquistá-la com enganos. Regina é uma mulher tímida que estava apaixonada por Gabriel, mas os pais dela evitaram que vivessem este amor. O casamento se tornou um inferno para Regina, já que Damião não parava de maltratá-la e de torturá-la, até o ponto de acusá-la de que seu filho João Cristóvão não é dele, e sim de Gabriel.
João Cristóvão e Paulina, a filha de Gabriel, viverão um profundo amor que terão que defender contra a inimizade de suas famílias, e contra as intrigas de Karen, a caprichosa filha de Joselyn.
Na casa de Gabriel chega Mariângela, uma filha de Clemente. Filha da qual Míriam proibiu que seu esposo reconhecesse, mas Míriam permite que a garota fique e seja professora de Luisinho, aproveitando isto para soltar seu ódio com humilhações continuamente. Mas também outros foram afetados pela presença da bela e bondosa Mariângela, Leonardo, o filho da empregada doméstica, Candelária, é um deles. Se apaixona por Mariângela enquanto a conhece e não deixará de lutar para conquistar o amor dela.
A chegada de Mariângela será o início de mudanças inesperadas no destino de todos, mas sobre tudo no coração de Gabriel. Mas Mariângela não é a única presença que afetará a tranquilidade desta família, e também a de Damião.
Dolores, a irmã do primeiro marido de Joselyn, saiu da prisão, onde ficou injustamente presa pelo assassinato de sua irmã. Dolores chega oculta, debaixo do hábito de uma humilde religiosa, o horrendo segredo de um passado que voltará para exigir justiça e cobrar vingança.
Dolores teve um filho com Damião chamado Tibério.
Joselyn com ódio de Gabriel se alia a Damião para destruir Gabriel.
Ao ver que o plano de destruir Gabriel deu errado Joselyn tem uma séria discussão com Damião e completamente surtada jura que irá matá-lo. Transtornada, Joselyn tenta matar Gabriel mais ele se defende e se salva.
Joselyn coloca uma bomba no carro de Damião que ao dirigir o carro morre na explosão isso deixa Joselyn alegre porém ela tem seus crimes descobertos e  para não ser presa se joga do alto de um terraço.

## Elenco
- César Évora - Gabriel Cervantes-Bravo/ Damião Martínez-Guerra
- Gabriela Espino - Mariângela Rivas-del Castillo Cruz
- Edith González - Joselyn Rivas-del Castillo Arizmendi de Cervantes-Bravo
- Helena Rojo - Miriam Arizmendi de Rivas-del Castillo
- Sebastián Rulli - João Cristovão Martínez-Guerra Farias
- Sara Maldonado - Paulina Cervantes-Bravo
- Michelle Vieth - Karen Farias Rivas-del Castillo
- Ernesto Laguardia - Leonardo Barrios Gómez / Leonardo Barrios Arizmendi
- Laura Flores - Regina Farias de Martínez-Guerra
- Azela Robinson - Dolores Farias
- René Casados - Nicolás Navarro
- Carmen Salinas - Dona Candelaria Gómez Viúva de Barrios
- Margarita Isabel - Otilia Álvarez de Velásquez
- Claudio Báez - Federico Velásquez
- Rodrigo Mejía - Rogelio Cervantes-Bravo
- Paola Treviño - Diana de Cervantes-Bravo
- Sebastián Villarreal - Luis Cervantes-Bravo Rivas-del Castillo "Luisinho"
- Lidise Pouse - Elsa Barrios
- Odiseo Bichir - Tiberio Martínez-Guerra Farías
- Juan Peláez - Don Clemente Rivas-del Castillo
- Dulce - Aurora Cruz
- Eric del Castillo - Germano Soriano
- Alejandro Ruiz - Silvestre
- Reynaldo Rossano - Santos "Cotoco"
- Javier Ruán - Padre Domingo
- Irán Castillo - Cecilia Soriano
- René Strickler - Edgar Farías
- Paty Díaz - Belém
- Lupita Lara - Simone
- Silvia Manríquez - Ingrid
- Pietro Vannucci - Giorgio
- Sheyla Tadeo - Marília
- Alberto Salaberry - "Coyote"
- Benjamín Rivero - Martín
- Amparo Garrido - Madre Remédios
- Gustavo Sánchez Parra - "Chacal"
- Juan António Llanes - Padre Anselmo
- Myrrah Saavedra - Soraya
- Suzet Villalobos - Rosa
- Rocio Valente - Violeta
- Elizabeth Aguilar - Consuelo
- Julio Vega - Mario
- Ricardo Guerra - Domício
- Alex Cervantes - David
- Albert Chávez - Ramiro
- Polly - Maggie
- Alejandro Hernández - China
- Roxana Saucedo - Dona Teresa
- José Antonio Ferral - Emílio
- Guillermo Herrera - Médico
- Arturo Muñoz - Agente
- Ricardo Vera - Dr. Fontes
- David Rencoret - Dr. Valadés
- Rogelio Báez - Omar
- Iliana Donatlán - Maria dos Anjos
- Ivano Errera - Engenheiro / Arquiteto
- Janlú Prado - Amigo de Rogério
- Alejandro Durán - Amigo de Rogério
- Octavio Acosta - Agiota de Rogério
- Arturo Farfán - Cliente de Martín
- Miguel Serros - Motorista de Gabriel
- Eugenio Cobo - Terapeuta de Joselyn
- Patricia Calzada - Enfermeira
- Roberto Ruy - Pescador
- Flor Rubio - Ela mesma
- Gabriel Roustand - Agente
- Ernesto Bog - Policial
- Ricardo Mendoza "El Coyote" - Policial
- Said Elias - Passageiro
- África Zavala - Aurora Cruz (jovem)
- Diana Bracho - Ela mesma
- Jacqueline Bracamontes - Ela mesma
- Juan José Origel - Ele mesmo
- Carlos Cuevas - Ele mesmo

## Exibição
No Brasil, inicialmente seria exibida pelo SBT a partir de 30 de outubro de 2006, substituindo Cristal, mas foi adiada e terminou por ser exibida entre 26 de março a 22 de junho de 2007 em 65 capítulos editados pela emissora por falta de audiência substituindo a segunda exibição de Marisol e sendo substituída pela reprise de A Usurpadora.
O SBT já tinha exibido em 1993 outra versão da mesma história, Paixão e Poder. Em 1996 o SBT produziu a versão brasileira, Antônio Alves, Taxista.
Foi exibida pela primeira vez pelo canal pago TLN Network entre 22 de agosto de 2011 a 3 de fevereiro de 2012 substituindo Mariana da Noite e sendo substituída por No Limite da Paixão.
Foi exibida pela segunda vez pelo TLN Network entre 9 de junho a 21 de novembro de 2014 substituindo Amanhã é Para Sempre e sendo substituída por Camaleões.
Foi exibida pela terceira vez pelo canal pago TLN Network entre 22 de novembro de 2021 a 6 de maio de 2022, substituindo Triunfo do Amor e sendo substituída por A Tempestade.

## Audiência

### No México
Em sua exibição original, a trama teve média de 20.5 pontos, índices baixíssimos para o horário nobre.

### No Brasil
No Brasil, a novela também não obteve exito, e terminou com 3 pontos de média geral.

## Exibição internacional
SBT (2007)- TLN Network 
 Nova TV
 TV Pink
 Pink BH
 Pink M
 POP TV
 Mega
 RCN Televisión
 Gama TV
 Telefuturo
 Univision (2006-2007)
 Univision
 Canal 13 / Jetix 
 América Televisión
 TCS
 Antena 3 Canarias - Nova
 Sitel TV
 Telemicro Canal 5
 TV3
  Acasa TV

## Prêmios e nomeações

### Prêmio TVyNovelas de 2007
| Categoria                   | Pessoa              | Resultado |
| --------------------------- | ------------------- | --------- |
| Melhor telenovela           | Salvador Mejía      | Nomeada   |
| Melhor atriz antagonista    | Edith González      | Ganhadora |
| Melhor ator antagonista     | César Évora         | Ganhador  |
| Melhor atriz principal      | Helena Rojo         | Ganhadora |
| Melhor atriz coprotagonista | Laura Flores        | Nomeada   |
| Melhor direção de cena      | Jorge Edgar Ramírez | Nomeado   |
| Melhor tema musical         | Marco Antonio Solís | Nomeado   |

- Prêmio especial à estrela favorita do público a Edith González.

### Prêmios Bravo 2007[10]
| Categoria                            | Pessoa            | Resultado |
| ------------------------------------ | ----------------- | --------- |
| Melhor telenovela                    | Melhor telenovela | Ganhadora |
| Melhor atriz de televisão            | Helena Rojo       | Ganhadora |
| Melhor ator antagonista de televisão | César Évora       | Ganhador  |